# Југио: 5Д
Југио: 5Д (јап. 遊☆戯☆王5D's - Yu☆Gi☆Oh! Faibu Dīzu; енгл. Yu-Gi-Oh! 5D's) je анимирана серија, манга стрип и други главни наставак Југио франшизe. Серија је емитована у Јапану између 2. априла 2008. и 30. марта 2011, након завршетка претходне серије, Југио: Ге-Икс. Прича се фокусира на ликове који играју карту са именом Двобој Чудовишта. Ова серија представља синхро чудовишта у Југио игри. У Србији, Црној Гори и Северној Македонији се приказивала на Ултри од 2010. до 2015. године на српском језику. Синхронизацију су радили студији Лаудворкс и Блу хаус узимајући за основу америчку прерађену и цензурисану верзију. Иако оригинална јапанска верзија има пет сезона са укупно 154 епизодe, америчка продукција прилагодила је прве четири сезоне али са само 123 епизоде са тиме да су од 111 па до 122 епизоде прескочили, па су наставили од 123 па до 136 епизоде али без 130 епизоде, и прилагодили су прве две епизоде пете сезоне а задњих 18 епизода пете сезоне није урађено на енглески. Loudworks је, међутим, синхронизовао прву и другу сезону то јест 64 епизоде, а Blue House целу трећу сезону и првих 18 епизода четврте сезоне то јест све укупно 46 епизода, тако да је на српском доступно 110 епизода. Одмах након тога, кренуло се са радом на следећем серијалу, Југио: Зексал, тако да је остатак епизода прескочен.

## Прича
Југио: 5Д се дешава у будућности у Новом Домино Ситију. Пре седамнаест година, реактор звани Енер-Ди у граду је изазвао велики земљотрес који је град поделио на два дела: Сателит, део запуштености и део погођен сиромаштвом и Нови Домино Сити, богатији и урбани део, са приступом са Сателита строго забрањено Новом Домину. Јусеј Фудо, надарени дуелиста са Сателита, гради свој Двобој Тркач, али његов најбољи пријатељ Џек Атлас га издаје и краде му возило заједно са својим најдрагоценијим чудовиштем, Звезданим змајем, који бежи у Нови Домино.

## Ликови

### Јусеј Фудо
Јусеј Фудо је младић који је рођен у граду Нови Домино, али је завршио на оближњем Сателиту због инцидента који је убио његове родитеље док је још био дете. Одгајила га је његова усвојитељица Марта заједно са осталом сирочади попут Џекa и Kрова. Када путује у Нови Домино како би од Џека Атласа преузео свог Звезданог змаја која је Јусејева главна карта, убрзо открива да је Означени, особа изабрана да носи знак Гримизног змаја. Иако у почетку носи знак репа Гримизног змаја, он је замењен змајевом главом након његове битке са Рексом Гудвином, означавајући га као новог вођу Означених. Јусеј је кул, атрактиван, смирен и прибран дуелиста који верује да ниједна карта није бескорисна и диве му се многи људи.

### Џек Атлас
Џек Атлас је познат као „Господар брзине“, а некада је био Јусејев најбољи пријатељ. Међутим, постали су огорчени ривали након што је Џек украо Јусејевог Звезданог змаја и Двобој Тркача  и отишао у Нови Домино. Као бивши становник Сателита, своју прошлост крије од остатка друштва. Џек је поражен од Јусеја у шампионској рунди купа Богатства. Започиње као врло арогантан и окрутан, али савест му оживљава захваљујући новинарки Карли Кармин, која лечи његово рањено срце и учи га да „пусти правог Џек Атласа да живи“ и постане добра особа. Касније се открива да је код Карли развио осећања. Његова главна карта је Црвени змај надзвер, Џек је један од шест Означених и знак су му крила Гримизног змаја.

### Кроу Хоган
Кроу Хоган је један од најбољих Јусејевих пријатеља. Његови родитељи су умрли док је био млад, а он је био сам касније му је Двобој Чудовишта дао пријатеље и научио га да чита. 
Своје знање преноси на групу деце о којој брине. Користи Blackwing шпил, касније постаје један од означених са знаком репа Гримизног змаја коју преузима од Јусеја, неко време после тога добије и своју главну карту Црнокрилног змаја који се налазио у скривеном одељку његовог Двобој тркача.

### Акиза Изински
Акиза Изински је девојка са мистериозним психичким моћима које јој омогућавају да током двобоја оствари способности Чудовишта током двобоја. Њен лик у почетку изгледа хладан и прорачунат, што му је додатно омогућио Покрет Аркадиа који ју је примио након година злостављања и занемаривања. Због својих способности је зову „Црна ружа“. Али након другог двобоја са Јусејем, она се помири са родитељима и одлучује да се бори заједно са осталим Означенима. Њен знак је једна од канџи Гримизног змаја. Њен шпил је заснован на чудовиштима биљног типа уз подршку Змајa црне руже, њенe главне карте.

### Лео
Лео је живахни брат близанац од Луне. Обожава и Јусеја и Џека и чува сестру Луну. Током финалних епизода постане шести и финални Означени са знаком срца Гримизног змаја.

### Луна
Луна је мирна Леова сестра близанка, која је стекла способност да разговара са Двобој чудовиштима духовима након инцидента који се догодио пре осам година где је и постала Означени са знаком предње канџе Гримизног змаја, њена главна карта је Древни чаробни змај.

## Улоге
| Лик                    | Српски глас (С1–2) (Лаудворкс) | Српски глас (С3–4) (Блу хаус) |
| ---------------------- | ------------------------------ | ----------------------------- |
| Јусеј Фудо             | Саша Кузмановић                | Милан Чучиловић               |
| Џек Атлас              | Милош Анђелковић               | Чарни Ђерић                   |
| Акиза Изински          | Ана Марковић                   | Ива Стефановић                |
| Кроу Хоган             | Милан Антонић                  | Даниел Сич                    |
| Луна                   | Јелена Стојиљковић             | Мина Лазаревић                |
| Лео                    | Нина Лазаревић                 | Ива Стефановић                |
| Рекс Гудвин            | Милан Антонић                  | /                             |
| Роман Гудвин           | Лако Николић                   | /                             |
| Лазар                  | Марко Марковић                 | Данијел Корша                 |
| Калин Кеслер           | Марко Марковић                 | Даниел Сич                    |
| Јакоб                  | /                              | Милан Чучиловић               |
| Примо                  | /                              | Бојан Лазаров                 |
| Мина Симингтон         | Ана Марковић                   | Мина Лазаревић                |
| Каз                    | /                              | Данијел Корша                 |
| Бруно                  | /                              | Данијел Корша                 |
| Тецу Траџ              | Раде Кнежевић                  | Даниел Сич                    |
| Уводна и одјавна шпица | Дејан Гладовић                 | Марко Марковић                |